# 灰绿盂兰
灰绿孟兰（学名：Lecanorchis thalassica）为兰科盂兰属下的一个种。

## 扩展阅读
維基物種上的相關：灰绿孟兰